# Massimo Rinaldi (inventore)
Massimo Rinaldi (Roma, 21 febbraio 1929 – 16 agosto 2009) è stato un ingegnere e inventore italiano.

## Biografia
Discendente per parte di madre (Alessandra Latini) da un'antica famiglia di Collalto Sabino (un comune in provincia di Rieti), si è laureato nel 1953 in ingegneria presso l’Università La Sapienza di Roma e ha costituito la IME (Industria Macchine Elettroniche), che operò in joint-venture con la Edison per produrre calcolatrici elettroniche. Alcuni dei suoi modelli vengono ricordati per aver introdotto significative innovazioni. In particolare, va segnalata la IME-84, da lui progettata  e realizzata nel 1964, che fu la prima calcolatrice elettronica completamente a transistor, insieme alle coeve Friden EC130 e Sharp CS10A.
Da direttore della ricerca e sviluppo, esce dall'azienda nel 1969, e crea la INSEL S.p.A. (Industria Sistemi Elettronici) che cambierà poi il nome in Mael.
Crea anche la società Quattrostelle s.r.l. ed attraverso questa entra in possesso del castello di Collalto Sabino nel 1988.
Massimo Rinaldi è inoltre detentore di altri brevetti e invenzioni, tra cui il sistema per l'automazione del Lotto (prodotto nel 1988 con la nuova società "Quattrostelle" in joint venture con il gruppo Olivetti-Tecnost).